# Diaspis amantei
Diaspis amantei är en insektsart som beskrevs av Fonseca 1973. Diaspis amantei ingår i släktet Diaspis och familjen pansarsköldlöss. Inga underarter finns listade i Catalogue of Life.